# Túlélési függvény
A túlélési függvény a valószínűségszámítás speciális valós függvénye, ami az eloszlásfüggvényt egészíti ki. Az eloszlásfüggvényekhez hasonlóan a túlélési függvényekhez is hozzárendelhető valószínűségeloszlás, és megfordítva, minden eloszlásfüggvénynek van túlélési függvénye.
Elnevezése az élettartamok vizsgálatából származik. Ebben az esetben az egyednek vagy az elemnek túl kell élnie egy {\displaystyle t} időtartamot. A túlélési függvény grafikonja a túlélési görbe.

## Definíció
Adva legyen egy {\displaystyle P} valószínűségeloszlás {\displaystyle \mathbb {R} }-en, ellátva a Borel-σ-algebrával; vagy egy {\displaystyle X} valószínűségi változó. Ekkor
{\displaystyle G_{P}(t):=P((t,+\infty ))}
illetve
{\displaystyle G_{X}(t):=P(X\geq t)}
{\displaystyle P}, illetve {\displaystyle X} túlélési függvénye.

## Tulajdonságai
Az eloszlásfüggvényhez hasonlóan belátható, hogy:
{\displaystyle \lim _{t\to -\infty }G(t)=1} és {\displaystyle \lim _{t\to +\infty }G(t)=0}
{\displaystyle G} monoton csökken
{\displaystyle G} balról folytonos.

## Kapcsolat az eloszlásfüggvénnyel
Ha {\displaystyle P} valószínűségeloszlás, eloszlásfüggvénye {\displaystyle F_{P}} és túlélési függvénye {\displaystyle G_{P}}, akkor:
{\displaystyle F_{P}(t)+G_{P}(t)=1} minden {\displaystyle t\in \mathbb {R} }.
és minden {\displaystyle X} valószínűségi változóra
{\displaystyle F_{X}(t)+G_{X}(t)=1} minden {\displaystyle t\in \mathbb {R} }.
Ez közvetlenül következik a definíciókból és a valószínűségeloszlás normáltságából. Az eloszlásfüggvény azokat számolja, melyekre a valószínűség kisebb, mint egy adott érték, a túlélési függvény azokat, melyekre a valószínűség legalább akkora, mint az adott érték. Így az összeg valószínűsége az, hogy valamilyen értéket felvesz, azaz 1.
Emiatt a túlélési függvényből kiszámítható az eloszlásfüggvény, és megfordítva, az eloszlásfüggvényből a túlélési függvény. Ezzel belátható, hogy a fenti tulajdonságokat teljesítő függvény túlélési függvény.

## Feltételes túlélési valószínűség és hátralevő élettartam
Gyakran van szükség a hátralevő élettartam becslésére. Az az információ, hogy egy elem még {\displaystyle t_{0}} idő után is működőképes, megváltoztatja a valószínűség becslését. Feltét4eles valószínűség használatával kapjuk a következőket:
A feltételes túlélés valószínűsége:
{\displaystyle P\left(X>t_{0}+t\mid X>t_{0}\right)={\frac {G(t+t_{0})}{G(t_{0})}}={\frac {1-F\left(t_{0}+t\right)}{1-F\left(t_{0}\right)}}}
A hátralevő élettartam:
{\displaystyle F\left(t+t_{0}\mid t_{0}\right)=P\left(X\leq t+t_{0}\mid X>t_{0}\right)={\frac {F\left(t+t_{0}\right)-F\left(t_{0}\right)}{1-F\left(t_{0}\right)}}}

## Fordítás
Ez a szócikk részben vagy egészben  az   Überlebensfunktion című német Wikipédia-szócikk fordításán alapul.  Az eredeti cikk szerkesztőit annak laptörténete sorolja fel. Ez a jelzés csupán a megfogalmazás eredetét és a szerzői jogokat jelzi, nem szolgál a cikkben szereplő információk forrásmegjelöléseként.